# José Augusto Prestes
José Augusto Prestes (Benfica, 10 de novembro de 1875 – Rio de Janeiro, julho de 1952) foi um engenheiro mecânico, empresário e dirigente esportivo português, ex-presidente do Club de Regatas Vasco da Gama. É amplamente reconhecido por ter redigido a carta conhecida como Resposta Histórica, em 7 de abril de 1924, recusando-se a excluir atletas negros e operários do time cruzmaltino — um marco pioneiro na luta contra o racismo no futebol brasileiro. Notabiliza-se também por ter sido o criador do primeiro automóvel fabricado no Brasil, o Bandeirante.
Nascido em Benfica, freguesia de Lisboa, no ano de 1875, José Augusto Prestes estudou engenharia mecânica nos Estados Unidos, onde obteve uma sólida formação técnico-industrial. De volta a Portugal, em 1891 participou de um golpe malsucedido para implantar a república. Como o Rei Carlos I não caiu, ele emigrou para o Brasil.
Em terras brasileiras, fundou uma das primeiras fábricas de gelo do país e atuou como pioneiro da refrigeração e mecânica pesada no Rio de Janeiro, sendo responsável pela introdução de modernas tecnologias de produção e conservação no início do século XX.
Eleito no dia 14 de dezembro de 1923 e empossado em 14 de janeiro de 1924, presidiu o Vasco da Gama até 15 de janeiro de 1925. Durante sua gestão, protagonizou o episódio histórico da Resposta Histórica, quando rejeitou as exigências da Associação Metropolitana de Esportes Athleticos (AMEA) para excluir doze jogadores negros, operários e analfabetos do time, em um gesto de coragem e resistência social sem precedentes na história do esporte brasileiro.
A carta de Prestes, datada de 7 de abril de 1924, foi enviada ao então presidente da AMEA Arnaldo Guinle, histórico patrono do Fluminense, e marcou a retirada vascaína da associação, até que os critérios discriminatórios fossem revistos. Esta atitude é reconhecida como um dos primeiros enfrentamentos públicos ao racismo no futebol brasileiro, consolidando a imagem do clube como símbolo de inclusão.
Além disso, José Augusto Prestes foi o idealizador e construtor do caminhão Bandeirante, o primeiro automóvel projetado e fabricado no Brasil. O veículo, concebido de forma artesanal, antecipava em décadas o desenvolvimento da indústria automobilística nacional, e teve o único exemplar exportado, em 20 de janeiro de 1929, para a Exposição Iberoamericana de Sevilha.